# 2. Regiment Leib-Dragoner (Hannover)

2. Regiment Leib-Dragoner (1838–1848)

Das 2. Regiment Leib-Dragoner war ein Kavallerieverband der hannoverschen Armee, der von 1838 bis 1848 bestand.

## Geschichte
Das Regiment wurde mit königlicher Ordre von 1838 gegründet. Es war Nachfolger des seit 1833 bestehenden 2. Regiments Königin Dragoner. Als Nachfolger der Cumberland Husaren, die an der Schlacht bei Waterloo teilgenommen hatten, trug das Regiment das Ehrenzeichen „Waterloo“. Es gehörte zur Division II (Verden), 4. Brigade (Osnabrück). Sein Stabsquartier lag in Aurich.
Das Drängen der Ständeversammlung, die Militärlast im Königreich Hannover zu vermindern, führte dazu, dass die Zahl der Kavallerie-Regimenter von 8 auf 6 reduziert wurde. Die beiden jüngsten, darunter das 2. Regiment Leib-Dragoner, wurden 1848 aufgelöst und auf andere verteilt.

## Regimentschef
Prinz George William Frederick Charles, 2. Duke of Cambridge

## Kommandeure
- seit 1838 Oberstleutnant Christian Wilhelm von Issendorff (1783–1843)
- seit 1843 Oberstleutnant Georg Wilhelm Hodenberg (1793–1861)
- seit 1846 Oberstleutnant (ad interim) August Poten

### Stabsoffiziere
- Mayor Graf W. von Münster
- seit 1844 Mayor August Kuhls

### Rittmeister u. Schwadron-Chefs
- C. F. von der Decken, gen. Offen
- A. F. Hoyer
- E. Kuhls

### Rittmeister 2. Klasse
- E. von Hedemann

## Uniform
Schakos blau-gelb-silber, Hosen dunkelgrau mit rotem Vorstoß (Biese)